# G.I. Joe: Ascensiunea Cobrei
G.I. Joe: Ascensiunea Cobrei (titlu original G.I. Joe: The Rise of Cobra, cunoscut și ca G.I. Joe) este un film de acțiune american bazat pe franciza G.I. Joe. Este regizat de Stephen Sommers, produs de Lorenzo di Bonaventura și îl are ca scenarist pe Stuart Beattie. Este bazat pe scrierea din 1998 a lui John Paul Kay. Povestea urmărește viața a doi soldați americani: Duke și Ripcord, care se alătură Echipei G.I. Joe după ce a fost atacată de trupele MARS. Filmul a fost lansat pe 7 august 2009 și s-a clasat pe primul loc în box-office, având încasări totale de 302 milioane de dolari. A primit în general critici negative. Următorul film din serie, G.I. Joe: Retaliation, a fost lansat pe 28 martie 2013.

## Distribuție
- Channing Tatum ........... Duke
- Sienna Miller  ........... Baroneasa
- Joseph Gordon-Levitt ........... Comandantul Cobra
- Brendan Fraser ........... Sgt. Stone
- Dennis Quaid ........... Generalul Hawk
- Marlon Wayans ........... Ripcord
- Rachel Nichols ...........Shana 'Scarlett' O'Hara
- Leo Howard
- Arnold Vosloo ca Zartan